# Estación de Avilés-Apeadero
Avilés-Apeadero es un apeadero ferroviario situado en el municipio español de Avilés en el Principado de Asturias. Forma parte de la red de vía estrecha operada por Renfe Operadora a través su división comercial Renfe Cercanías AM. Está integrada dentro del núcleo de Cercanías Asturias como parte de la línea C-4 (antigua F-4) entre Cudillero y Gijón. Cuenta también con servicios regionales. 

## Situación ferroviaria
Se encuentra en el punto kilométrico 293,23 de la línea férrea de ancho métrico que une Ferrol con Gijón a 1 metro de altitud. El tramo es de vía única electrificada.

## Historia
Las instalaciones ferroviarias fueron abiertas al tráfico el 3 de agosto de 1922 con la apertura del tramo Avilés-Candás. Las obras corrieron a cargo de una pequeña compañía conocida como la Sociedad de las Minas y Ferrocarril de Carreño.
En 1974, y poco después de que el Estado logrará completar las obras de la línea Ferrol-Gijón, que precisamente reaprovechaba el recorrido del Ferrocarril de Carreño (entre Avilés y Gijón), la estación pasó a ser gestionada por la empresa pública FEVE. Esta mantuvo la titularidad del recinto hasta 2013, momento en el cual la explotación fue atribuida a Renfe Operadora y las instalaciones a Adif.

## Servicios ferroviarios

### Cercanías
Forma parte de la línea C-4 Gijón - Cudillero de Cercanías Asturias. Al menos treinta trenes diarios, en ambos sentidos, se detienen entre semana en el recinto. La frecuencia disminuye durante los fines de semana y festivos.
| procedencia/destino | < estación | Línea | estación > | destino/procedencia |
| ------------------- | ---------- | ----- | ---------- | ------------------- |
| Gijón               | Llaranes   |       | Avilés     | Cudillero           |